# Tour de France für Automobile 1977
Die Tour de France für Automobile 1977 wurde als Etappenrennen für Automobile vom 15. bis 23. September in Frankreich ausgetragen.
Die Ausgabe der Tour Auto 1977 führte über fünf Etappen und 4500 km. Nach dem Prolog, wurde das Rennen in Nizza gestartet und führte über Albi, Villeneuve-sur-Lot, Nevers und Bourg-en-Bresse retour nach Nizza. Von 112 Startern erreichten 48 das Ziel in Südfrankreich.
Die Veranstaltung endete mit einem Favoritensieg von Bernard Darniche im Lancia Stratos, dem bis zu seinem Ausfall nur Jacques Alméras auf einem Porsche Carrera folgen konnte. Die Damenwertung gewann Michèle Mouton, die auch in der Klasse der Gruppe-3-Fahrzeuge siegreich blieb und Zweite in der Gesamtwertung wurde. 

## Die ersten sechs der Gesamtwertung
| Pl. | Fahrer                | Copilot           | Fahrzeug            |
| --- | --------------------- | ----------------- | ------------------- |
| 1   | Bernard Darniche      | Alain Mahé        | Lancia Stratos      |
| 2   | Michèle Mouton        | Françoise Conconi | Porsche Carrera     |
| 3   | Hubert Striebig       | Francis Roussely  | Porsche Carrera RSR |
| 4   | Anne-Charlotte Verney | Denise Emmanuelli | Porsche Carrera     |
| 5   | Jean-Hugus Hazard     | Alain Mangel      | BMW 3.0 CSL         |
| 6   | Pierre Meny           | G. Berger         | Alpine A110         |

## Klassensieger
| Klasse   | Fahrer            | Copilot           | Fahrzeug        | Platzierung im Gesamtklassement |
| -------- | ----------------- | ----------------- | --------------- | ------------------------------- |
| Gruppe 4 | Bernard Darniche  | Alain Mahé        | Lancia Stratos  | Gesamtsieg                      |
| Gruppe 3 | Michèle Mouton    | Françoise Conconi | Porsche Carrera | Rang 2                          |
| Gruppe 2 | Jean-Hugus Hazard | Alain Mangel      | BMW 3.0 CSL     | Rang 5                          |
| Gruppe 1 | Jean-Louis Clarr  | Vincent Laverne   | Opel Kadett GTE | Rang 7                          |